# Silje Jørgensen
Silje Jørgensen, född den 5 maj 1977 i Kristiansand, Norge, är en norsk fotbollsspelare. Vid fotbollsturneringen under OS 2000 i Sydney deltog hon i det norska lag som tog guld.